# Giải BAFTA lần thứ 47
Giải BAFTA lần thứ 47 được trao bởi Viện Hàn lâm Nghệ thuật Điện ảnh và Truyền hình Anh Quốc năm 1994 để tôn vinh những bộ phim xuất sắc nhất năm 1993.
Bản danh sách của Schindler của Steven Spielberg đoạt giải Phim hay nhất. Shadowlands đoạt giải Phim Anh hay nhất năm 1993. Bản danh sách của Schindler cũng đoạt giải cho Đạo diễn (Spielberg), Nam diễn viên phụ (Ralph Fiennes), Kịch bản chuyển thể, Quay phim, Nhạc phim và Dựng phim xuất sắc nhất. Anthony Hopkins giành giải Nam diễn viên chính xuất sắc nhất (Shadowlands) còn Holly Hunter đoạt giải Nữ diễn viên chính xuất sắc nhờ vai diễn trong The Piano. The Age of Innocence đoạt giải Nữ diễn viên phụ xuất sắc nhất (Miriam Margolyes).

## Chiến thắng và đề cử

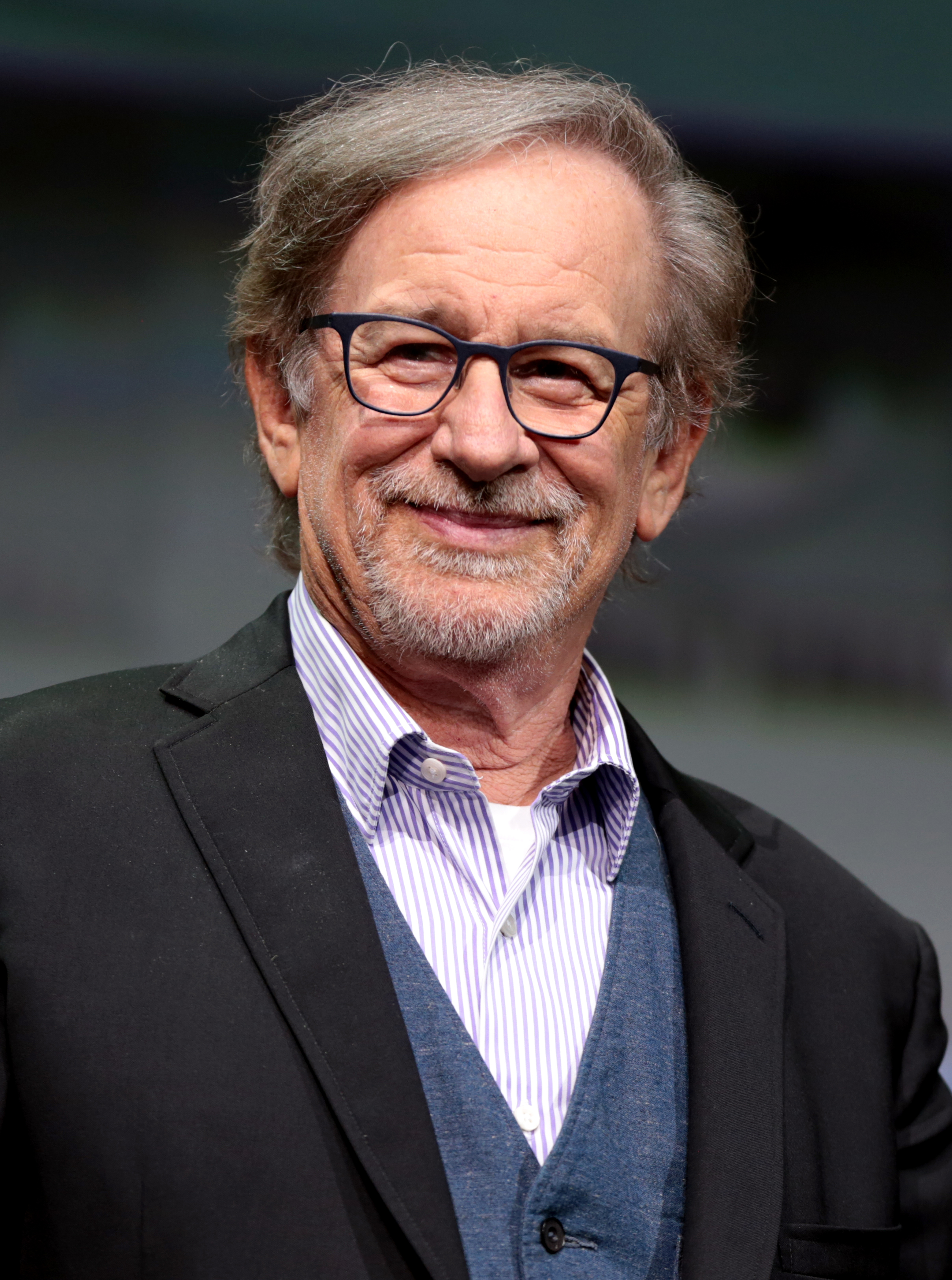
Steven Spielberg, Đạo diễn xuất sắc nhất

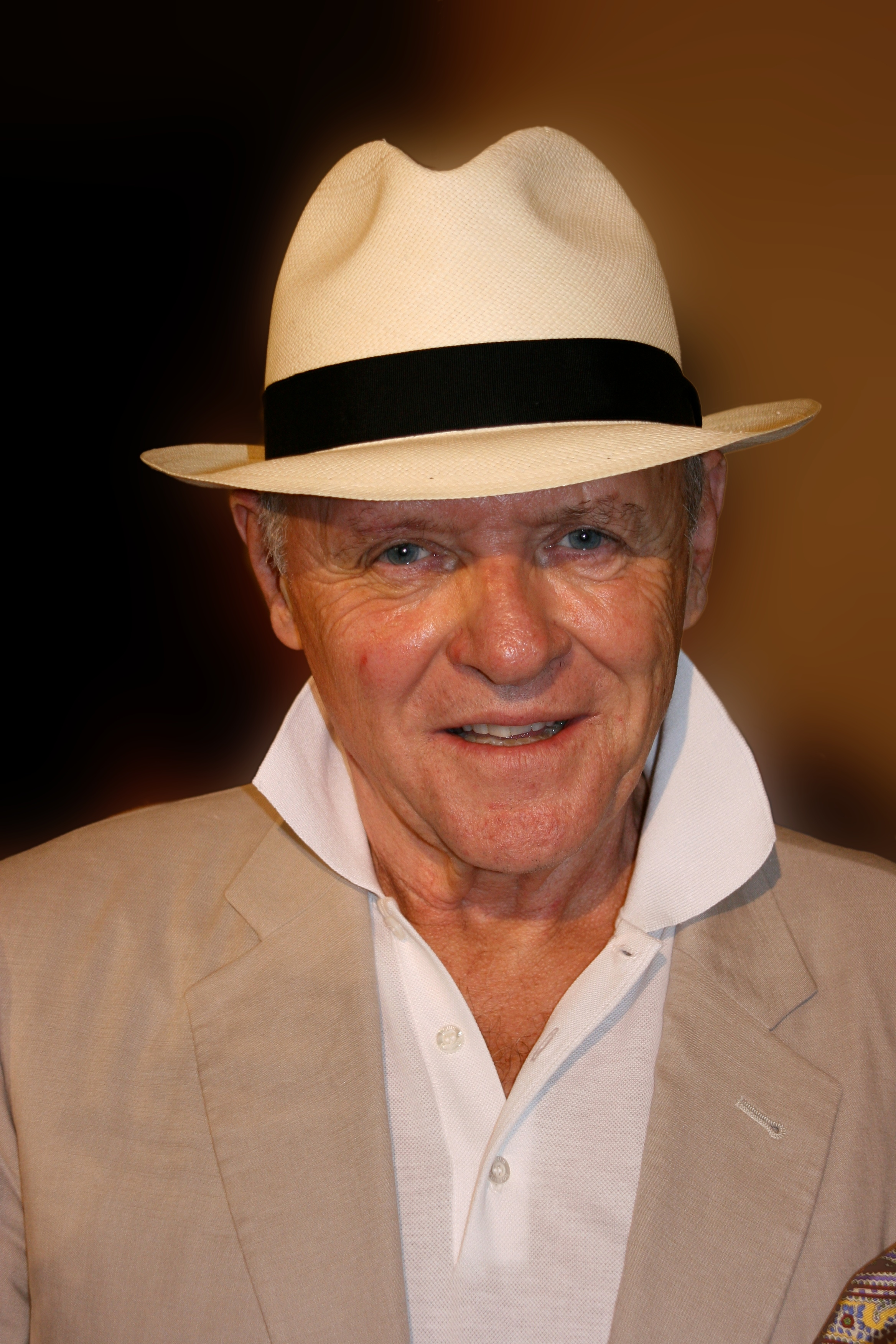
Anthony Hopkins, Nam diễn viên chính xuất sắc nhất

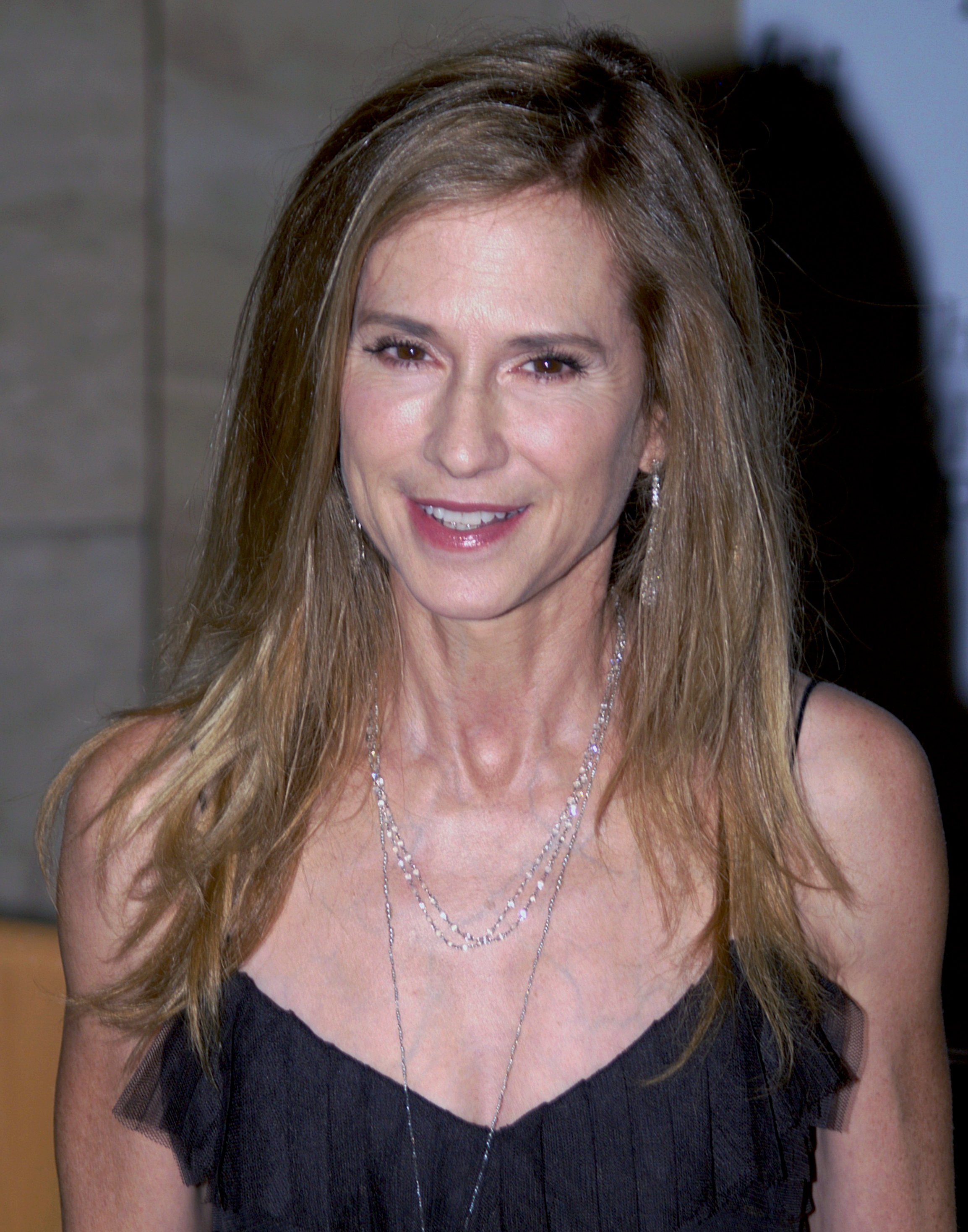
Holly Hunter, Nữ diễn viên chính xuất sắc nhất

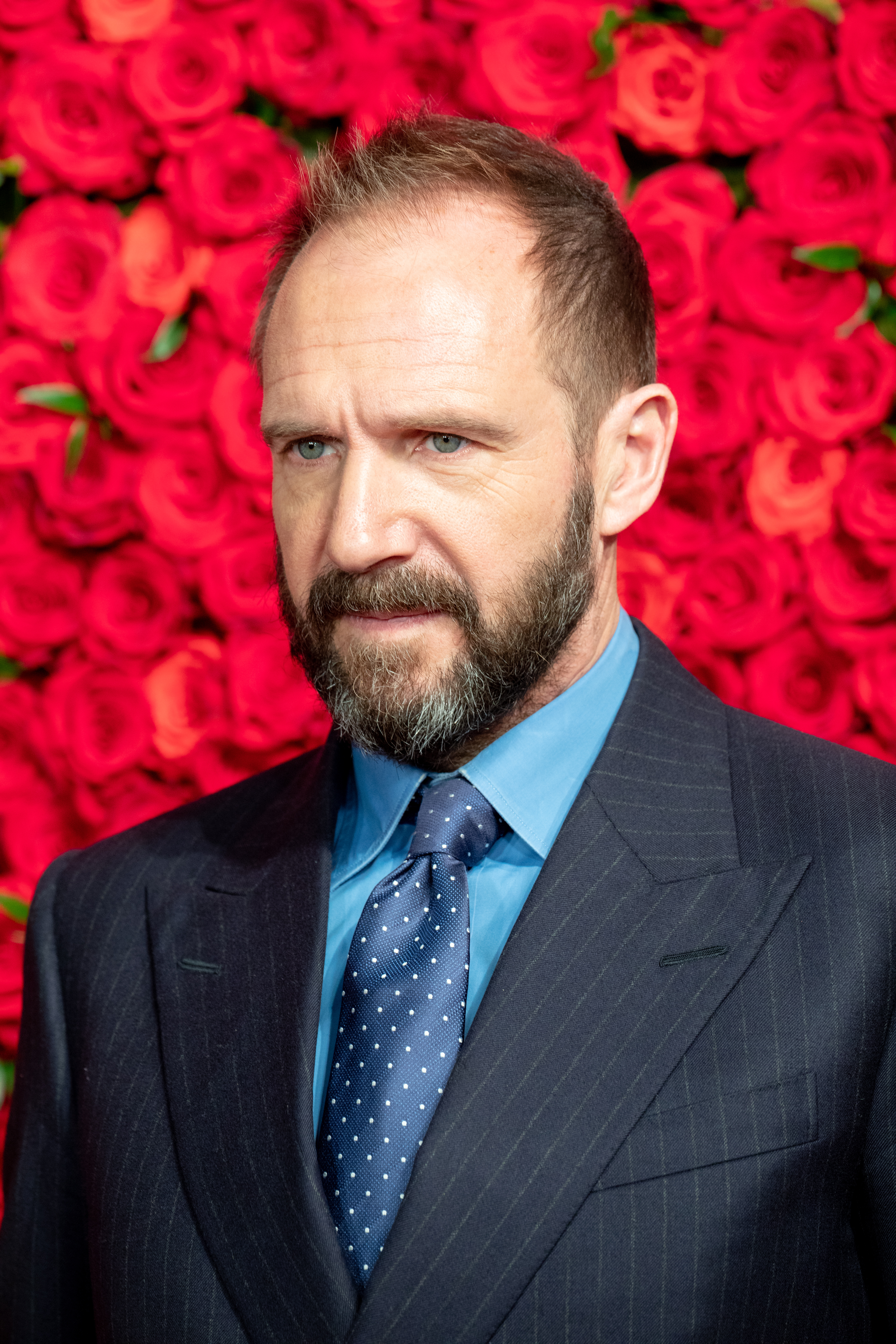
Ralph Fiennes, Nam diễn viên phụ xuất sắc nhất

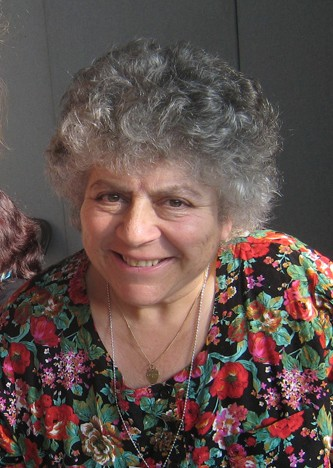
Miriam Margolyes, Nữ diễn viên phụ xuất sắc nhất

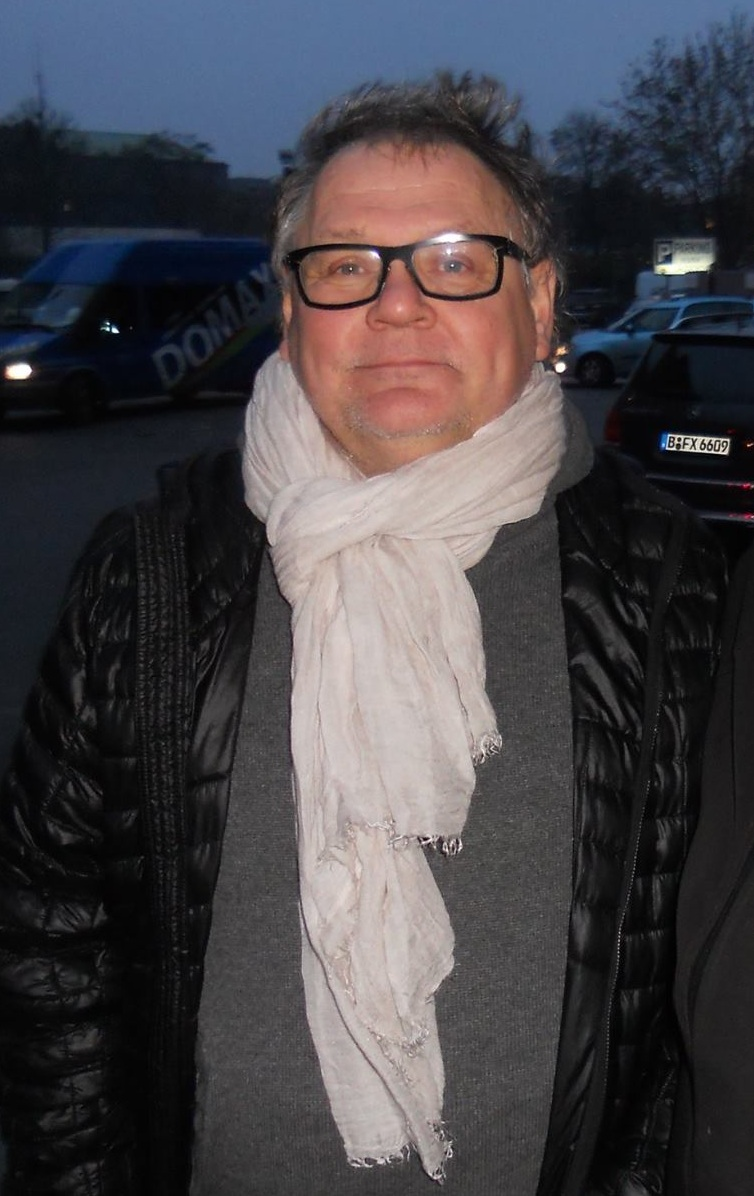
Janusz Kamiński, Quay phim xuất sắc nhất

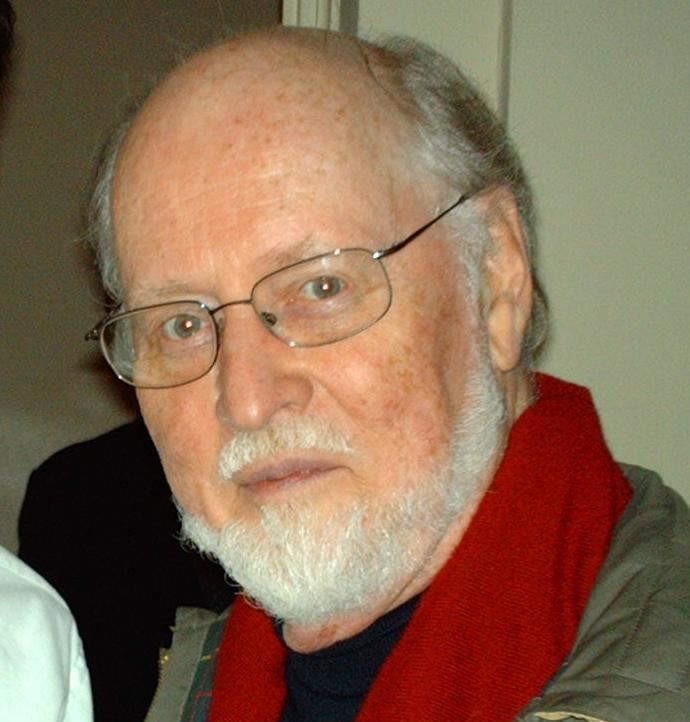
John Williams, Nhạc phim hay nhất

| Phim hay nhất Bản danh sách của Schindler – Steven Spielberg, Gerald R. Molen và Branko Lustig - The Piano – Jan Chapman và Jane Campion - The Remains of the Day – Ismail Merchant, Mike Nichols, John Calley và James Ivory - Shadowlands – Richard Attenborough và Brian Eastman | Đạo diễn xuất sắc nhất Steven Spielberg – Bản danh sách của Schindler - James Ivory – The Remains of the Day - Jane Campion – The Piano - Richard Attenborough – Shadowlands |
| Nam diễn viên chính xuất sắc nhất Anthony Hopkins – The Remains of the Day vai James Stevens - Anthony Hopkins – Shadowlands vai Clive Staples Lewis - Daniel Day-Lewis – In the Name of the Father vai Gerry Conlon - Liam Neeson – Bản danh sách của Schindler vai Oskar Schindler | Nữ diễn viên chính xuất sắc nhất Holly Hunter – The Piano vai Ada McGrath - Debra Winger – Shadowlands vai Joy Davidman - Emma Thompson – The Remains of the Day vai Sarah Kenton - Miranda Richardson – Tom & Viv vai Vivienne Haigh-Wood Eliot                                                                          |
| Nam diễn viên phụ xuất sắc nhất Ralph Fiennes – Bản danh sách của Schindler vai Amon Göth - Ben Kingsley – Bản danh sách của Schindler vai Itzhak Stern - John Malkovich – In the Line of Fire vai Mitch Leary - Tommy Lee Jones – The Fugitive vai Samuel Gerard | Nữ diễn viên phụ xuất sắc nhất Miriam Margolyes – The Age of Innocence vai Mingott - Holly Hunter – The Firm vai Tamara Hemphill - Maggie Smith – The Secret Garden vai Medlock - Winona Ryder – The Age of Innocence vai May Welland                                                                                     |
| Kịch bản gốc xuất sắc nhất Groundhog Day – Danny Rubin và Harold Ramis - In the Line of Fire – Jeff Maguire - The Piano – Jane Campion - Sleepless in Seattle – Nora Ephron, David S. Ward và Jeff Arch | Kịch bản chuyển thể xuất sắc nhất Bản danh sách của Schindler – Steven Zaillian - In the Name of the Father – Terry George và Jim Sheridan - The Remains of the Day – Ruth Prawer Jhabvala - Scent of a Woman – Bo Goldman - Shadowlands – William Nicholson                                                              |
| Quay phim xuất sắc nhất Bản danh sách của Schindler – Janusz Kamiński - The Age of Innocence – Michael Ballhaus - The Piano – Stuart Dryburgh - The Remains of the Day – Tony Pierce-Roberts | Thiết kế phục trang xuất sắc nhất The Piano – Janet Patterson - Bram Stoker's Dracula – Eiko Ishioka - Much Ado About Nothing – Phyllis Dalton - Orlando – Sandy Powell - Bản danh sách của Schindler – Anna B. Sheppard                                                                                                  |
| Dựng phim xuất sắc nhất Bản danh sách của Schindler – Michael Kahn - The Fugitive – Dennis Virkler, David Finfer, Dean Goodhill, Don Brochu, Richard Nord và Dov Hoeing - In the Line of Fire – Anne V. Coates - The Piano – Veronika Jenet | Hóa trang và làm tóc xuất sắc nhất Orlando – Morag Ross - Addams Family Values – Kevin Haney, Katherine James, Fred Blau và Fern Buchner - Bram Stoker's Dracula – Greg Cannom, Michèle Burke và Matthew W. Mungle - Bản danh sách của Schindler – Christina Smith, Matthew W. Mungle, Waldemar Pokromski và Pauline Heys |
| Nhạc phim hay nhất Bản danh sách của Schindler – John Williams - Aladdin – Alan Menken - The Piano – Michael Nyman - Sleepless in Seattle – Marc Shaiman | Thiết kế sản xuất xuất sắc nhất The Piano – Andrew McAlpine - The Age of Innocence – Dante Ferretti - Bram Stoker's Dracula – Thomas E. Sanders - Bản danh sách của Schindler – Allan Starski |
| Âm thanh xuất sắc nhất The Fugitive – John Leveque, Bruce Stambler, Becky Sullivan, Scott D. Smith, Donald O. Mitchell, Michael Herbick và Frank A. Montaño - Công viên kỷ Jura – Richard Hymns, Ron Judkins, Gary Summers, Gary Rydstrom và Shawn Murphy - The Piano – Lee Smith, Tony Johnson và Gethin Creagh - Bản danh sách của Schindler – Charles L. Campbell, Louis Edemann, Robert Jackson, Ron Judkins, Andy Nelson, Steve Pederson và Scott Millan | Hiệu ứng hình ảnh đặc biệt xuất sắc nhất Công viên kỷ Jura – Dennis Muren, Stan Winston, Phil Tippett và Michael Lantieri - Aladdin – Don Paul và Steve Goldberg - Bram Stoker's Dracula – Roman Coppola, Gary Gutierrez, Michael Lantieri và Gene Warren Jr. - The Fugitive – William Mesa và Roy Arbogast               |
| Phim Anh hay nhất Shadowlands – Richard Attenborough và Brian Eastman - Naked – Simon Channing Williams và Mike Leigh - Raining Stones – Sally Hibbin và Ken Loach - Tom & Viv – Marc Samuelson, Harvey Kass, Peter Samuelson và Brian Gilbert | Phim Anh hay nhất Bá Vương biệt cơ – Hsu Feng và Trần Khải Ca - A Heart in Winter – Jean-Louis Livi, Philippe Carcassonne và Claude Sautet - Đông Dương – Eric Heumann và Régis Wargnier - Like Water for Chocolate – Alfonso Arau                                                                                        |
| Phim hoạt hình ngắn hay nhất The Wrong Trousers – Chris Moll và Nick Park - Bob's Birthday – David Fine và Alison Snowden - Britannia – David Parker và Joanna Quinn - The Village – Pam Dennis và Mark Baker | Phim ngắn hay nhất Franz Kafka's It's a Wonderful Life – Ruth Kenley-Letts và Peter Capaldi - One Night Stand – Georgia Masters và Bill Britten - A Small Deposit – Paul Holmes và Eleanor Yule - Syrup – Anita Overland và Paul Unwin                                                                                    |

## Thống kê
| Số lượng | Phim                        |
| -------- | --------------------------- |
| 13       | Bản danh sách của Schindler |
| 10       | The Piano                   |
| 6        | The Remains of the Day      |
| 6        | Shadowlands                 |
| 4        | The Age of Innocence        |
| 4        | Bram Stoker's Dracula       |
| 4        | The Fugitive                |
| 3        | In the Line of Fire         |
| 2        | Aladdin                     |
| 2        | In the Name of the Father   |
| 2        | Công viên kỷ Jura           |
| 2        | Orlando                     |
| 2        | Sleepless in Seattle        |
| 2        | Tom & Viv                   |

| Số lượng | Phim                        |
| -------- | --------------------------- |
| 7        | Bản danh sách của Schindler |
| 3        | The Piano                   |